# Rossija (1896)
Rossija (ros. Россия) – rosyjski krążownik pancerny z okresu wojny rosyjsko-japońskiej i I wojny światowej. 

## Historia
Zaprojektowany i zbudowany w Rosji w Sankt Petersburgu, był krążownikiem pancernym specjalnie zaprojektowanym do prowadzenia wojny krążowniczej – zwalczania żeglugi nieprzyjaciela na oceanach (działań rajderskich). Priorytetem przy jego konstruowaniu było zapewnienie dobrych własności morskich, zwiększenie zasięgu i prędkości. Klasyfikowany był w Rosji jako krążownik I rangi. Był kolejnym przedstawicielem tzw. rosyjskiej linii rozwoju krążowników pancernych, która została zapoczątkowana przez krążownik „Ruryk”. Początkowo projekt zakładał kontynuację rozwiązań technicznych zastosowanych w „Ruryku”. Postęp w dziedzinie budownictwa okrętowego spowodował jednak, że nowy krążownik różnił się od swojego poprzednika. Zlikwidowano ostatnie pozostałości ożaglowania, a także wzmocniono opancerzenie. Zwiększono wyporność i długość kadłuba.
Budowa okrętu rozpoczęła się Zakładach Bałtyckich w Sankt Petersburgu w październiku 1893 roku, wodowano go 30 kwietnia 1896 roku. Okręt wszedł do służby pod koniec 1896 roku, jednak próby morskie i kończenie wyposażania trwały do lata 1897 roku.

## Służba
W 1897 roku „Rossija” weszła w skład rosyjskiej Eskadry Oceanu Spokojnego i została przebazowana na Daleki Wschód. W chwili wybuchu wojny rosyjsko-japońskiej wchodziła w skład władywostockiego zespołu krążowników, którego była okrętem flagowym. 
„Rossija” została uszkodzona 14 sierpnia 1904 roku w bitwie koło wyspy Ulsan – wielokrotnie trafiona przez japońskie krążowniki pancerne i pancernopokładowe, w wyniku czego na jej pokładzie zginęło 44 marynarzy.  
W 1906 roku okręt powrócił do Kronsztadu, gdzie został poddany remontowi połączonemu z przebudową. Prace zakończono w 1909 roku. W ich wyniku na okręcie wzmocniono uzbrojenie i zmodernizowano siłownię. Do czasu wybuchu I wojny światowej okręt wykonywał rejsy szkolne w rejonie Bałtyku, środkowego Atlantyku, Karaibów i Morza Śródziemnego. Został także przebudowany na szybki stawiacz min. Po wybuchu wojny został jednostką flagową 2. brygady krążowników Floty Bałtyckiej. Miny położone przez „Rossiję” w styczniu 1915 roku uszkodziły dwa niemieckie lekkie krążowniki. W 1922 roku okręt sprzedano na złom i przeholowano do Kilonii.